# DDR-Einzelmeisterschaft im Schach 1979
Die 28. DDR-Einzelmeisterschaft im Schach fand im Februar 1979 in Suhl statt. Die Teilnehmer hatten sich über das sogenannte Dreiviertelfinale sowie ein System von Vorberechtigungen und Freiplätzen für diese Meisterschaft qualifiziert. Hauptschiedsrichter war Werner Schreyer.

## Meisterschaft der Herren
Im Feld dieser Meisterschaft fehlte Titelverteidiger Rainer Knaak wegen eines internationalen Turnierstarts. Weitere Top-Spieler waren beruflich verhindert, so dass sich der Titelkampf auf das Duell der beiden Großmeister konzentrierte. Lothar Vogt – zu dieser Zeit als Gefreiter im Wehrdienst – setzte sich etwa in der Mitte des Turniers von den Verfolgern ab und hatte nach zwölf Runden zwei Punkte Vorsprung. Peter Hesse holte mit Bronze den größten Erfolg seiner Karriere nach einem mäßigen Start. Raj Tischbierek kam mit 16 Jahren auf Platz 4 – ein Ergebnis, das zuvor kein Spieler in diesem Alter erreicht hatte. Während Exmeister Lutz Espig nicht ganz zu seiner Form fand, verletzte sich der Vorjahresdritte Joachim Brüggemann bei einem Sturz, spielte das Turnier zwar weiter, war jedoch sichtlich in seiner Konzentration gehandicapt, so dass er die letzten vier Partien verlor.
Günther Möhring hatte im Dreiviertelfinale die Qualifikation verpasst und konnte damit seine Erfolgsserie nach 18 Finalteilnahmen in lückenloser Folge nicht fortsetzen.

### Abschlusstabelle
|    | Teilnehmer                              | 01 | 02 | 03 | 04 | 05 | 06 | 07 | 08 | 09 | 10 | 11 | 12 | 13 | 14 | 15 | 16 | Punkte |
| -- | --------------------------------------- | -- | -- | -- | -- | -- | -- | -- | -- | -- | -- | -- | -- | -- | -- | -- | -- | ------ |
| 01 | Lothar Vogt (Vorwärts Strausberg)       |    | ½  | 1  | ½  | ½  | ½  | ½  | 1  | ½  | 1  | 1  | ½  | ½  | 1  | 1  | 1  | 11     |
| 02 | Wolfgang Uhlmann (Post Dresden)         | ½  |    | 1  | ½  | 0  | 0  | ½  | 1  | 1  | 1  | ½  | ½  | 1  | ½  | 1  | 1  | 10     |
| 03 | Peter Hesse (Motor SO Magdeburg)        | 0  | 0  |    | ½  | ½  | 1  | 1  | 1  | 1  | ½  | 1  | ½  | 1  | ½  | ½  | 0  | 09     |
| 04 | Raj Tischbierek (SG Leipzig)            | ½  | ½  | ½  |    | 1  | ½  | 1  | ½  | 0  | ½  | ½  | ½  | 1  | 0  | ½  | 1  | 08½    |
| 05 | Wolfram Heinig (SG Leipzig)             | ½  | 1  | ½  | 0  |    | ½  | ½  | ½  | ½  | 0  | ½  | 1  | ½  | ½  | 1  | 1  | 08½    |
| 06 | Gottfried Braun (SG Leipzig)            | ½  | 1  | 0  | ½  | ½  |    | ½  | 0  | ½  | 1  | 0  | 0  | 1  | 1  | ½  | 1  | 08     |
| 07 | Thomas Espig (Greika Greiz)             | ½  | ½  | 0  | 0  | ½  | ½  |    | ½  | ½  | 1  | 1  | ½  | 0  | 1  | ½  | 1  | 08     |
| 08 | Lutz Espig (Buna Halle-Neustadt)        | 0  | 0  | 0  | ½  | ½  | 1  | ½  |    | ½  | ½  | 1  | ½  | 1  | 1  | ½  | ½  | 08     |
| 09 | Wolfgang Thormann (AdW Berlin)          | ½  | 0  | 0  | 1  | ½  | ½  | ½  | ½  |    | 1  | ½  | ½  | ½  | 1  | ½  | ½  | 08     |
| 10 | Manfred Böhnisch (SG Leipzig)           | 0  | 0  | ½  | ½  | 1  | 0  | 0  | ½  | 0  |    | ½  | ½  | 1  | ½  | 1  | 1  | 07     |
| 11 | Thomas Casper (SG Leipzig)              | 0  | ½  | 0  | ½  | ½  | 1  | 0  | 0  | ½  | ½  |    | ½  | ½  | ½  | 1  | 1  | 07     |
| 12 | Bodo Starck (AdW Berlin)                | ½  | ½  | ½  | ½  | 0  | 1  | ½  | ½  | ½  | ½  | ½  |    | 0  | ½  | 1  | 0  | 07     |
| 13 | Joachim Brüggemann (Funkwerk Erfurt)    | ½  | 0  | 0  | 0  | ½  | 0  | 1  | 0  | ½  | 0  | ½  | 1  |    | 1  | ½  | ½  | 06     |
| 14 | Jens Lang (Buna Halle-Neustadt)         | 0  | ½  | ½  | 1  | ½  | 0  | 0  | 0  | 0  | ½  | ½  | ½  | 0  |    | 0  | 1  | 05     |
| 15 | Peter Babrikowski (Vorwärts Strausberg) | 0  | 0  | ½  | ½  | 0  | ½  | ½  | ½  | ½  | 0  | 0  | 0  | ½  | 1  |    | ½  | 05     |
| 16 | Jörg Pachow (Aktivist Schwarze Pumpe)   | 0  | 0  | 1  | 0  | 0  | 0  | 0  | ½  | ½  | 0  | 0  | 1  | ½  | 0  | ½  |    | 04     |

### Dreiviertelfinale
Das Dreiviertelfinale der Herren fand im August 1978 in Köthen in den Räumen der Ingenieurhochschule statt. Hauptschiedsrichter war Werner Schreyer. In allen drei Gruppen setzten sich die Spieler der Schachgemeinschaft Leipzig durch. Die beiden Internationalen Meister Liebert und Möhring hatten das Nachsehen.
Gruppe A
|    | Teilnehmer                               | 01 | 02 | 03 | 04 | 05 | 06 | 07 | 08 | 09 | 10 | Punkte |
| -- | ---------------------------------------- | -- | -- | -- | -- | -- | -- | -- | -- | -- | -- | ------ |
| 01 | Raj Tischbierek (SG Leipzig)             |    | 1  | ½  | 0  | 1  | 1  | 1  | 1  | ½  | 1  | 7      |
| 02 | Gottfried Braun (SG Leipzig)             | 0  |    | ½  | 1  | 1  | ½  | 0  | ½  | 1  | 1  | 5½     |
| 03 | Wolfgang Thormann (AdW Berlin)           | ½  | ½  |    | 0  | ½  | ½  | 1  | ½  | 1  | 1  | 5½     |
| 04 | Günther Möhring (Chemie Lützkendorf)     | 1  | 0  | 1  |    | 0  | 0  | 1  | 0  | 1  | 1  | 5      |
| 05 | Michael Becker (Buna Halle-Neustadt)     | 0  | 0  | ½  | 1  |    | 1  | ½  | ½  | ½  | ½  | 4½     |
| 06 | Olaf Raitza (Vorwärts Demen)             | 0  | ½  | ½  | 1  | 0  |    | 1  | 1  | 0  | 0  | 4      |
| 07 | Bernd Baum (EVB/Funkwerk Erfurt)         | 0  | 1  | 0  | 0  | ½  | 0  |    | 1  | ½  | 1  | 4      |
| 08 | Hans Eckart Lüthke (Lok Schwerin)        | 0  | ½  | ½  | 1  | ½  | 0  | 0  |    | 1  | ½  | 4      |
| 09 | Gerd Janusch (Motor Steinach)            | ½  | 0  | 0  | 0  | ½  | 1  | ½  | 0  |    | ½  | 3      |
| 10 | Eckhard Jeske (Schiffahrt/Hafen Rostock) | 0  | 0  | 0  | 0  | ½  | 1  | 0  | ½  | ½  |    | 2½     |

Gruppe B
|    | Teilnehmer                             | 01 | 02 | 03 | 04 | 05 | 06 | 07 | 08 | 09 | 10 | Punkte |
| -- | -------------------------------------- | -- | -- | -- | -- | -- | -- | -- | -- | -- | -- | ------ |
| 01 | Thomas Casper (SG Leipzig)             |    | ½  | ½  | 1  | 1  | 1  | 1  | 1  | ½  | 1  | 7½     |
| 02 | Matthias Schurade (SG Leipzig)         | ½  |    | 1  | 0  | 1  | ½  | 1  | 1  | 1  | ½  | 6½     |
| 03 | Heinz Liebert (Buna Halle-Neustadt)    | ½  | 0  |    | 1  | 0  | ½  | ½  | 1  | 1  | 1  | 5½     |
| 04 | Wolfgang Lenk (Post Dresden)           | 0  | 1  | 0  |    | 1  | 1  | 0  | 1  | ½  | ½  | 5      |
| 05 | Michael Stettler (Buna Halle-Neustadt) | 0  | 0  | 1  | 0  |    | 0  | 0  | 1  | 1  | 1  | 4      |
| 06 | Peter Enders (Lok Naumburg)            | 0  | ½  | ½  | 0  | 1  |    | 1  | 0  | 0  | 1  | 4      |
| 07 | Günter Walter (Lok Brandenburg)        | 0  | 0  | ½  | 1  | 1  | 0  |    | 1  | ½  | 0  | 4      |
| 08 | E. Behnke (Post Ludwigslust)           | 0  | 0  | 0  | 0  | 0  | 1  | 0  |    | 1  | 1  | 3      |
| 09 | Dirk Jordan (Vorwärts Stallberg)       | ½  | 0  | 0  | ½  | 0  | 1  | ½  | 0  |    | ½  | 3      |
| 10 | Hartmut Schulz (Vorwärts Strausberg)   | 0  | ½  | 0  | ½  | 0  | 0  | 1  | 0  | ½  |    | 2½     |

Gruppe C
|    | Teilnehmer                              | 01 | 02 | 03 | 04 | 05 | 06 | 07 | 08 | 09 | 10 | Punkte |
| -- | --------------------------------------- | -- | -- | -- | -- | -- | -- | -- | -- | -- | -- | ------ |
| 01 | Manfred Böhnisch (SG Leipzig)           |    | 1  | 1  | 0  | 1  | 0  | 1  | 1  | ½  | 1  | 6½     |
| 02 | Wolfram Heinig (SG Leipzig)             | 0  |    | ½  | 1  | ½  | 1  | 1  | ½  | ½  | 1  | 6      |
| 03 | Thomas Espig (Greika Greiz)             | 0  | ½  |    | ½  | ½  | 1  | 0  | 1  | 1  | 1  | 5½     |
| 04 | Walter Goltzsch (SG Leipzig)            | 1  | 0  | ½  |    | ½  | 1  | 1  | 1  | 0  | 0  | 5      |
| 05 | Peter Babrikowski (Vorwärts Strausberg) | 0  | ½  | ½  | ½  |    | ½  | ½  | ½  | 1  | 1  | 5      |
| 06 | Werner Weiß (Greika Greiz)              | 1  | 0  | 0  | 0  | ½  |    | 1  | 0  | ½  | 1  | 4      |
| 07 | Jörg Pachow (Aktivist Schwarze Pumpe)   | 0  | 0  | 1  | 0  | ½  | 0  |    | 1  | ½  | 1  | 4      |
| 08 | Gerd Lorenz (Lok/TH Karl-Marx-Stadt)    | 0  | ½  | 0  | 0  | ½  | 1  | 0  |    | 1  | ½  | 3½     |
| 09 | Harald Darius (Motor SO Magdeburg)      | ½  | ½  | 0  | 1  | 0  | ½  | ½  | 0  |    | ½  | 3½     |
| 10 | Lothar Kollberg (AdW Berlin)            | 0  | 0  | 0  | 1  | 0  | 0  | 0  | ½  | ½  |    | 2      |

## Meisterschaft der Damen
Nach dem erzwungenen Karriereende von Petra Feustel konzentrierte sich diese Meisterschaft auf das Duell von Brigitte Hofmann und Annett Michel. Hofmann gewann das direkte Duell und setzte sich klar durch. Michel ihrerseits hatte ebenfalls zwei Punkte Vorsprung auf das übrige Feld, angeführt von der stark aufgekommenen Jugendmeisterin von 1977 Iris Bröder.

### Abschlusstabelle
|    | Teilnehmer                             | 01 | 02 | 03 | 04 | 05 | 06 | 07 | 08 | 09 | 10 | 11 | 12 | 13 | 14 | Punkte |
| -- | -------------------------------------- | -- | -- | -- | -- | -- | -- | -- | -- | -- | -- | -- | -- | -- | -- | ------ |
| 01 | Brigitte Hofmann (Buna Halle-Neustadt) |    | 1  | ½  | ½  | ½  | 1  | 1  | 1  | 1  | 1  | 1  | 1  | 1  | 1  | 11½    |
| 02 | Annett Michel (Buna Halle-Neustadt)    | 0  |    | 1  | 1  | 1  | 1  | ½  | 1  | 1  | 0  | 0  | 1  | 1  | 1  | 09½    |
| 03 | Iris Bröder (Lok Halle)                | ½  | 0  |    | ½  | 1  | 1  | ½  | ½  | ½  | 1  | 0  | 1  | ½  | ½  | 07½    |
| 04 | Cornelia Hobusch (Buna Halle-Neustadt) | ½  | 0  | ½  |    | 1  | 0  | ½  | 0  | 1  | ½  | 1  | ½  | ½  | 1  | 07     |
| 05 | Eveline Nünchert (PH/Empor Potsdam)    | ½  | 0  | 0  | 0  |    | ½  | ½  | ½  | 1  | ½  | 1  | ½  | 1  | 1  | 07     |
| 06 | Ines Starck (AdW Berlin)               | 0  | 0  | 0  | 1  | ½  |    | 1  | 1  | 0  | 0  | ½  | ½  | 1  | 1  | 06½    |
| 07 | Hannelore Kube (Medizin Erfurt)        | 0  | ½  | ½  | ½  | ½  | 0  |    | ½  | ½  | ½  | 1  | ½  | 1  | ½  | 06½    |
| 08 | Gesine Espig (Greika Greiz)            | 0  | 0  | ½  | 1  | ½  | 0  | ½  |    | 1  | 0  | 0  | 1  | 1  | ½  | 06     |
| 09 | Constanze Jahn (Post Crimmitschau)     | 0  | 0  | ½  | 0  | 0  | 1  | ½  | 0  |    | 1  | ½  | 1  | 1  | ½  | 06     |
| 10 | Martina Keller (MK Allstedt)           | 0  | 1  | 0  | ½  | ½  | 1  | ½  | 1  | 0  |    | ½  | 0  | ½  | ½  | 06     |
| 11 | Gudula Jahn (Post Crimmitschau)        | 0  | 1  | 1  | 0  | 0  | ½  | 0  | 1  | ½  | ½  |    | 0  | 0  | 1  | 05½    |
| 12 | Gabriele Just (Lok Mitte Leipzig)      | 0  | 0  | 0  | ½  | ½  | ½  | ½  | 0  | 0  | 1  | 1  |    | ½  | 1  | 05½    |
| 13 | Angelika Rieks (Lok Naumburg)          | 0  | 0  | ½  | ½  | 0  | 0  | 0  | 0  | 0  | ½  | 1  | ½  |    | ½  | 03½    |
| 14 | Carola Manger (Motor Weimar)           | 0  | 0  | ½  | 0  | 0  | 0  | ½  | ½  | ½  | ½  | 0  | 0  | ½  |    | 03     |

### Dreiviertelfinale
Das Dreiviertelfinale der Damen fand im Juli 1978 in Köthen in den Räumen der Ingenieurhochschule statt. 
Gruppe 1
|   | Teilnehmer                                 | 01 | 02 | 03 | 04 | 05 | 06 | 07 | Punkte |
| - | ------------------------------------------ | -- | -- | -- | -- | -- | -- | -- | ------ |
| 1 | Gabriele Just (Lok Mitte Leipzig)          |    | ½  | ½  | 1  | 1  | 1  | 1  | 5      |
| 2 | Angelika Rieks (Lok Naumburg)              | ½  |    | 1  | 0  | 1  | 1  | 1  | 4½     |
| 3 | Ines Starck (AdW Berlin)                   | ½  | 0  |    | 1  | 1  | 1  | 1  | 4½     |
| 4 | Constanze Jahn (Post Crimmitschau)         | 0  | 1  | 0  |    | ½  | 1  | 1  | 3½     |
| 5 | Hannelore Liebs (Motor Görlitz)            | 0  | 0  | 0  | ½  |    | 1  | ½  | 2      |
| 6 | Birgit Gaffron (Motor Gohlis Nord Leipzig) | 0  | 0  | 0  | 0  | 0  |    | 1  | 1      |
| 7 | Doris Reschke (Lok RAW Cottbus)            | 0  | 0  | 0  | 0  | ½  | 0  |    | 0½     |

Gruppe 2
|   | Teilnehmer                                | 01 | 02 | 03 | 04 | 05 | 06 | 07 | 08 | Punkte |
| - | ----------------------------------------- | -- | -- | -- | -- | -- | -- | -- | -- | ------ |
| 1 | Cornelia Hobusch (Stahl Hettstedt)        |    | ½  | 0  | 1  | 1  | 1  | 1  | 1  | 5½     |
| 2 | Hannelore Kube (Medizin Erfurt)           | ½  |    | ½  | 1  | 1  | ½  | 1  | 1  | 5½     |
| 3 | Diana Walther (Metall Gera)               | 1  | ½  |    | 0  | ½  | 1  | 1  | 1  | 5      |
| 4 | Sonja Seeber (Lok/TH Karl-Marx-Stadt)     | 0  | 0  | 1  |    | 0  | 1  | 1  | 1  | 4      |
| 5 | Sylvia Koch (Motor Leipzig-Lindenau)      | 0  | 0  | ½  | 1  |    | 1  | ½  | 1  | 4      |
| 6 | Regine Braun (Chemie Köpenick)            | 0  | ½  | 0  | 0  | 0  |    | 1  | 1  | 2½     |
| 7 | Hannelore von Beesten (Chemie 70 Rostock) | 0  | 0  | 0  | 0  | ½  | 0  |    | ½  | 1      |
| 8 | Birgit Holz (Einheit Schwerin)            | 0  | 0  | 0  | 0  | 0  | 0  | ½  |    | 0½     |

Gruppe 3
|   | Teilnehmer                                  | 01 | 02 | 03 | 04 | 05 | 06 | 07 | 08 | Punkte |
| - | ------------------------------------------- | -- | -- | -- | -- | -- | -- | -- | -- | ------ |
| 1 | Carola Manger (Motor Weimar)                |    | ½  | ½  | 1  | 1  | ½  | 1  | ½  | 5      |
| 2 | Gudula Jahn (Post Crimmitschau)             | ½  |    | ½  | 1  | ½  | 1  | ½  | 1  | 5      |
| 3 | Lieselotte Janssen (Motor Leipzig-Lindenau) | ½  | ½  |    | 1  | ½  | ½  | 1  | ½  | 4½     |
| 4 | Iris Bröder (Lok Halle)                     | 0  | 0  | 0  |    | ½  | 1  | 1  | 1  | 3½     |
| 5 | Sylvia Wenzel (TSG Wittenberg)              | 0  | ½  | ½  | ½  |    | ½  | ½  | 1  | 3½     |
| 6 | Petra Wetzel (Traktor Gnoien)               | ½  | 0  | ½  | 0  | ½  |    | 1  | ½  | 3      |
| 7 | Sabine Wendorf (Chemie Ilmenau)             | 0  | ½  | 0  | 0  | ½  | 0  |    | 1  | 2      |
| 8 | Sonja Wolff (Metall Gera)                   | ½  | 0  | ½  | 0  | 0  | ½  | 0  |    | 1½     |

## Jugendmeisterschaften
Die bisherige Jugendklasse wurde in zwei Altersklassen 15/16 und 17/18 aufgeteilt.
| Altersklasse | männlich                         | weiblich                          |
| ------------ | -------------------------------- | --------------------------------- |
| 07/08        | Jan Niederleig (Stahl Riesa)     | Sylke Germann (Chemie Guben)      |
| 09/10        | Mario Hackel (Post Crimmitschau) | Bettina Langner (Motor Cunewalde) |
| 11/12        | Matthias Rösler (Stahl Riesa)    | Steffi Freimuth (ASP Hoyerswerda) |
| 13/14        | Dirk Poldauf (SGS Stralsund)     | Birgit Gaffron (MoGoNo Leipzig)   |
| 15/16        | Gernot Gauglitz (Post Dresden)   | Sylvia Wenzel (TSG Wittenberg)    |
| 17/18        | Raj Tischbierek (SG Leipzig)     | Diana Walther (Metall Gera)       |